# Волошки (Кропивницький район)
Воло́шки — село в Україні, у Компаніївській селищній громаді Кропивницького району (до 17 липня 2020 року — у складі ліквідованого Компаніївського району) Кіровоградської області. Населення становить 59 осіб. До 2020 орган місцевого самоврядування — Лозуватська сільська рада.

## Населення
Згідно з переписом УРСР 1989 року чисельність наявного населення села становила 63 особи, з яких 28 чоловіків та 35 жінок.
За переписом населення України 2001 року в селі мешкало 60 осіб.

### Мова
Розподіл населення за рідною мовою за даними перепису 2001 року:
| Мова       | Відсоток |
| ---------- | -------- |
| українська | 93,22 %  |
| вірменська | 3,39 %   |
| російська  | 3,39 %   |